# Juta Vanaga
Juta Vanaga (* 1982 in Sigulda, Lettische SSR) ist eine lettische, in Deutschland lebende Schauspielerin.

## Leben
Juta Vanaga wuchs in Lettland auf und studierte Schauspiel und Puppenspiel an der Lettischen Kulturakademie in Riga. Von 2005 bis 2009 war sie Ensemblemitglied des Lettischen Nationaltheaters, parallel übernahm sie Rollen in der freien lettischen Theaterszene. 2010 war sie Stipendiatin des Berliner Theatertreffens und spielte ihre erste deutsche Kinorolle in Hans Steinbichlers Film Das Blaue vom Himmel.
Seit 2010 lebt sie in Berlin.

## Filmographie

### Fernsehen
- 2011: Polizeiruf 110: Denn sie wissen nicht, was sie tun (Regie: Hans Steinbichler)
- 2012: Ein starkes Team: Eine Tote zuviel (Regie: Maris Pfeiffer)
- 2013: Danni Lowinski: Sie ist ein Model und sie sieht gut aus (Regie: Joseph Orr)
- 2013: Tatort: Scheinwelten (Regie: Andreas Herzog)
- 2014: Unter Verdacht: Grauzone (Regie: Andreas Herzog)
- 2014: Der Kriminalist: Tod im Paradies (Regie: Christian Görlitz)
- 2015: Der Staatsanwalt: Sport ist Mord (Regie: Jakob Schäuffelen)
- 2015: Im Namen meines Sohnes (Regie: Damir Lukačević)
- 2015: Blochin: Die Lebenden und die Toten (Regie: Matthias Glasner)
- 2017: Ein starkes Team: Treibjagd (Regie: Martin Kinkel)

### Kino
- 2008: Galapunkts (Regie: Lauris Ābele)
- 2011: Das Blaue vom Himmel (Regie: Hans Steinbichler)
- 2012: Ihr Brief zur Hochzeit (Regie: Silvana Santamaria)
- 2015: Kleine Ziege, sturer Bock (Regie: Johannes Fabrick)
- 2018: Werk ohne Autor (Regie: Florian Henckel von Donnersmarck)

## Theater
- 2005: Hedda Gabler (Lettisches Nationaltheater / Regie: Edmunds Freibergs)
- 2005–2006: Die Frau von früher (Staatstheater Liepāja, Lettland / Regie: Mārtiņš Eihe)
- 2005–2006: Di@alogi (United Intimacy, Lettland / Regie: Andrejs Jarovojs)
- 2006: TV Relations / 451° F (Festival Temps D´Images, Polen / Regie: Igor Gorzkowski, Ilze Cesniece)
- 2006: Der blaue Vogel (Lettisches Nationaltheater / Regie: Ilze Rudzite)
- 2006–2007: Die Blume der Liebe (Lettisches Nationaltheater / Regie: Voldemārs Šoriņš)
- 2006–2008: Pusdusa (Lettisches Nationaltheater / Regie: Juris Rijnieks)
- 2007–2008: Dracula. Dämonen (Lettisches Nationaltheater / Regie: Regnārs Vaivars)
- 2007–2008: Herr der Puppen (Lettisches Nationaltheater / Regie: Regnārs Vaivars)
- 2007–2009: Der Prinz und der Bettelknabe (Lettisches Nationaltheater / Regie: Edmunds Freibergs)
- 2007–2009: Clockwork Orange (Lettisches Nationaltheater / Regie: Regnārs Vaivars)
- 2008–2009: Karawane ohne Wiederkehr (United Intimacy, Lettland / Regie: Andrejs Jarovojs)
- 2008–2010: Carrie. Retrospektive (Lettisches Nationaltheater / Regie: Gaļina Poliščuka)
- 2009: Oase (Festival Homo Novus, Lettland / Regie: Valters Sīlis)
- 2010–2014: Money – It Came from Outer Space (Hebbel am Ufer / Regie: Chris Kondek, Christiane Kühl)
- 2010–2014: Sommerinsel (Nomadi, Lettland / Regie: Mārtiņš Eihe, Krista Burāne, Juta Vanaga, Kristīne Vītola)